# Erhard Jacobsens Gladsaxe
Erhard Jacobsens Gladsaxe er en dansk dokumentarfilm fra 2002.

## Handling
Denne artikel mangler et handlingsreferat. Hjælp os med at skrive det.